# Aurelio Andreazzoli
Aurelio Andreazzoli, né le 5 novembre 1953 à Massa, est un entraîneur de football italien.

## Biographie
Le 6 novembre 2018, Aurelio Andreazzoli est remplacé par Giuseppe Iachini à la tête d'Empoli.

## Palmarès
AS Rome
- Coupe d'Italie
  - Finaliste : 2013